# Suspiciuni (Star Trek: Generația următoare)
„Suspiciuni” (titlu original: „Suspicions”) este al 22-lea episod din al șaselea sezon al serialului TV american științifico-fantastic Star Trek: Generația următoare și al 148-lea episod în total. A avut premiera la 10 mai 1993.
Episodul a fost regizat de Cliff Bole după un scenariu de Brannon Braga.

## Prezentare
Dr. Beverly Crusher își riscă propria carieră pentru a rezolva cazul uciderii unui savant ferengi, Dr. Reyga, și pentru a reabilita cercetările acestuia. 

## Actori ocazionali
- Patti Yasutake - Alyssa Ogawa
- Tricia O'Neil - Kurak
- Peter Slutsker - Reyga
- James Horan - Jo'Bril
- John S. Ragin - Christopher
- Joan Stuart Morris as T'Pan
- Whoopi Goldberg - Guinan
- Majel Barrett - voce calculator